# Sylvia Lucas
Sylvia Elizabeth Lucas (sinh ngày 22 tháng 4 năm 1964) là Phó Chủ tịch hiện tại của Hội đồng Quốc gia các tỉnh tại Cộng hòa Nam Phi, sau khi nhậm chức vào ngày 23 tháng 5 năm 2019. Từ 2013 đến 2019, bà giữ chức Thủ tướng thứ tư của miền Bắc Tỉnh Cape. Sylvia Lucas được bầu và khánh thành là người kế vị Hazel Jenkins. Lucas có thời gian ngắn làm thủ tướng và trước khi được bổ nhiệm, với tư cách là MEC cho các vấn đề môi trường trong chính quyền tỉnh Bắc Cape.

## Giáo dục và sự nghiệp
Sylvia Lucas sinh ngày 22 tháng 4 năm 1964 và lớn lên ở Upington ở Bắc Cape. Lucas học tại trường trung học Carlton Van Heerden ở Upington, vào đầu những năm 1980, cô lần đầu tiên tham gia vào các hoạt động chính trị.
Sau đó, Sylvia Lucas tham gia vào các cuộc tẩy chay thuê Rosedale, và là một phần của phái đoàn đến Hội đồng chuyển tiếp, để đảm bảo cung cấp điện trả trước cho cộng đồng khi họ không đủ tiền điện.
Sylvia Lucas là một cựu đánh máy cho Đảng Quốc gia, người đã gia nhập ANC vào năm 1992. Sylvia Lucas tham gia Đại hội Quốc gia Châu Phi (ANC) với tư cách là một thành viên chi nhánh bình thường vào năm 1992. Từ năm 1995 đến 2000, Lucas làm ủy viên hội đồng cho // Khara Hais Khu đô thị địa phương, ở Upington, trong khi phục vụ trong các cấu trúc khu vực của ANC trong khu vực. Sylvia Lucas từng là chủ tịch nữ đầu tiên của ANC ở vùng Siyanda từ năm 2001 đến 2004.
Năm 2000, Sylvia Lucas được bầu vào phục vụ trong Cơ quan lập pháp tỉnh Bắc Cape. Tổng thư ký của ANC, Kgalema Motlanthe, đã tuyên bố vào năm 2003, rằng tên của Lucas đứng thứ tư trong danh sách ứng cử viên của ANC cho Cơ quan lập pháp tỉnh Bắc Cape.